# Dario Džamonja
Dario Džamonja (Sarajevo, 18. siječnja 1955. – Sarajevo, 15. listopada 2001.), bosanskohercegovački je književnik i novinar. 

## Životopis
Dario Džamonja je rođen 1955. u Sarajevu. Srednju školu nikada nije završio. Prerano je počeo konzumirati alkohol. Njegovi roditelji su se razveli dok je bio još dijete, nakon čega mu majka otišla živjeti u Nizozemsku. Pored toga, doživio je još dvije velike obiteljske tragedije - samoubojstvo oca i samoubojstvo strica. Odrastao je sa bakom i djedom u sarajevskoj ulici Jezero br. 11 (kasnije ta ulica mijenja ime u Kate Govorušić).
Imao je teško djetinjstvo i živio je jako siromašno. Odrastao u jednosobnom stanu s više članova obitelji. Kada je počeo rat u Bosni i Hercegovini, Dario ostaje u Sarajevu do 1993. godine. Nakon ranjavanja, sa obitelji odlazi u živjeti u Sjedinjene Države. Nikada nije osjećao da pripada Americi. U Americi ga je mučila nostalgija. U Sarajevo se vraća 1998. godine. Imao je dvije kćerke, Nevenu i Vesnu. Također, ima dvije sestre - Martu i Mirnu.
Džamonjino djelo "Priče" autobiografsko je djelo u kojem opisuje svoje djetinjstvo, odrastanje, a potom i vrijeme u kojem je doživio srednje, zrele godine. U djelu opisuje svoj život, emocije, odrastanje, odlazak u Ameriku, život u Americi, a naposljetku i povratak rodnom Sarajevu. Iznio je detalje svog djetinjstva i odrastanje u teškom siromaštvu. Njegova psihička stabilnost je poljuljana od samih početaka kada je doživio samoubojstvo oca i odlazak majke. Kada je otišao u Ameriku, mnogi prijatelji su ga odgovarali od ideje da se vrati u Sarajevu. Iako je u Americi imao sigurnost, nikada nije prestao željeti vratiti se u Sarajevo, iako Sarajevo više nije bilo kao nekada.
Dan kada se vratio u Sarajevo je bio jedan od najljepših dana u njegovom životu. Ali vidio je koliko je Sarajevo oštećeno u svakom smislu te riječi. Posljedice rata su se i osjetile i vidjele u svakom dijelu ovog grada. Unatoč tome, Sarajevo i njegove kćerke su jedino što mu je ulijevalo radost u srcu i davalo snagu za nastavak. Bio je kolumnista Slobodne Bosne (koja mu nakon izgnanstva nudi da piše o svojoj američkoj svakodnevnici), Oslobođenja, Kolumniste i radio je kao urednik u časopisu Lica.
Preminuo je u Sarajevu, 15. listopada 2001. godine. 

## Književni rad
Priče iz života su ovjekovječile čitavu njegovu prošlost, sadašnjicu i budućnost. Njegovi književni počeci sežu još u osnovnu školu, kada svojom jednostavnošću izraza ne očarava nastavnicu maternjeg jezika i dobija četiri plus. Kasnije je napisao da je baš za tu priču dobio 30.000 dinara. Dario Džamonja kao prozni pisac je katkad istančano, metaforično, surovo i realno unosio u stvarne likove, među kojima je on bio i protagonista i antagonista - do srži iskren i nerijetko dvosmislen.
Živio je od pisanja kolumni i vrlo kratkih novinskih komentara na teme svakodnevice.
Njegov autorski rad odavao je nebrušenu, autobiografsku crtu ličnosti u kojima su mnogi čitali retke koje je napisao i o tome naglas šutjeli. Teme u njegovim pričama bile su o: samoći, pijanstvima i mamurlucima, svom "psećem" prljavom stanu, tužnoj sudbini koja ga je uporno pratila, svome djedu i o naoko uobičajenim ljudskim životima. "Priče iz moje ulice" bila je njegova prva debitantska knjižica od svega 50-ak stranica, koju je objavio 1979. godine. Zatim slijedi "Zdravstvena knjižica" 1985. godine, potom "Priručnik" 1988. godine, "These days" 1989. godine. Za svog života, objavio je 10 knjiga u kojima je uočljiva kultnost njegovog sarajevskog izraza i svjedodžbe o vremenu koje je nagrizalo svaku poru istinske nesreće kojom je odisao.

## Djela
- Priče iz moje ulice (1979.)
- Zdravstvena knjižica (1985.)
- Drugo izdanje (1987.)
- Priručnik (1988.)
- These days (1989.)
- Dirty laundry (1990.)
- Prljavi veš (1991.)
- Pisma iz ludnice (2001.)
- Ptica na žici (2003.)
- Priče (2003.)
- Ako ti jave da sam pao (2013.)

## Nagrade
- "Veselin Masleša" za najbolju knjigu proze (1985.)
- Fund Free Expression Award (1993.)
- Writes Club Madison (1994.) - druga nagrada za non-fiction
- Madison2 (1996.) - za knjigu poezije

## Vanjske poveznice
- Dario Džamonja